# Acipenser fulvescens
Acipenser fluvescens Rafinesque, 1877, conosciuto comunemente come storione di lago, è un pesce osseo appartenente alla famiglia famiglia Acipenseridae. 

## Distribuzione e habitat
Questa specie è endemica del Nord America.